# Lanův kopec
Lanův kopec (též Lánův kopec, 426 m n. m.) je vrch v okrese Česká Lípa Libereckého kraje. Leží asi 5 km jjv. od obce Hamr na Jezeře, na katastrálním území Svébořice, v bývalém vojenském prostoru Ralsko. Je to nejvyšší vrchol na území obory Židlov, nedaleký Svébořický Špičák je o 1 metr nižší

## Popis

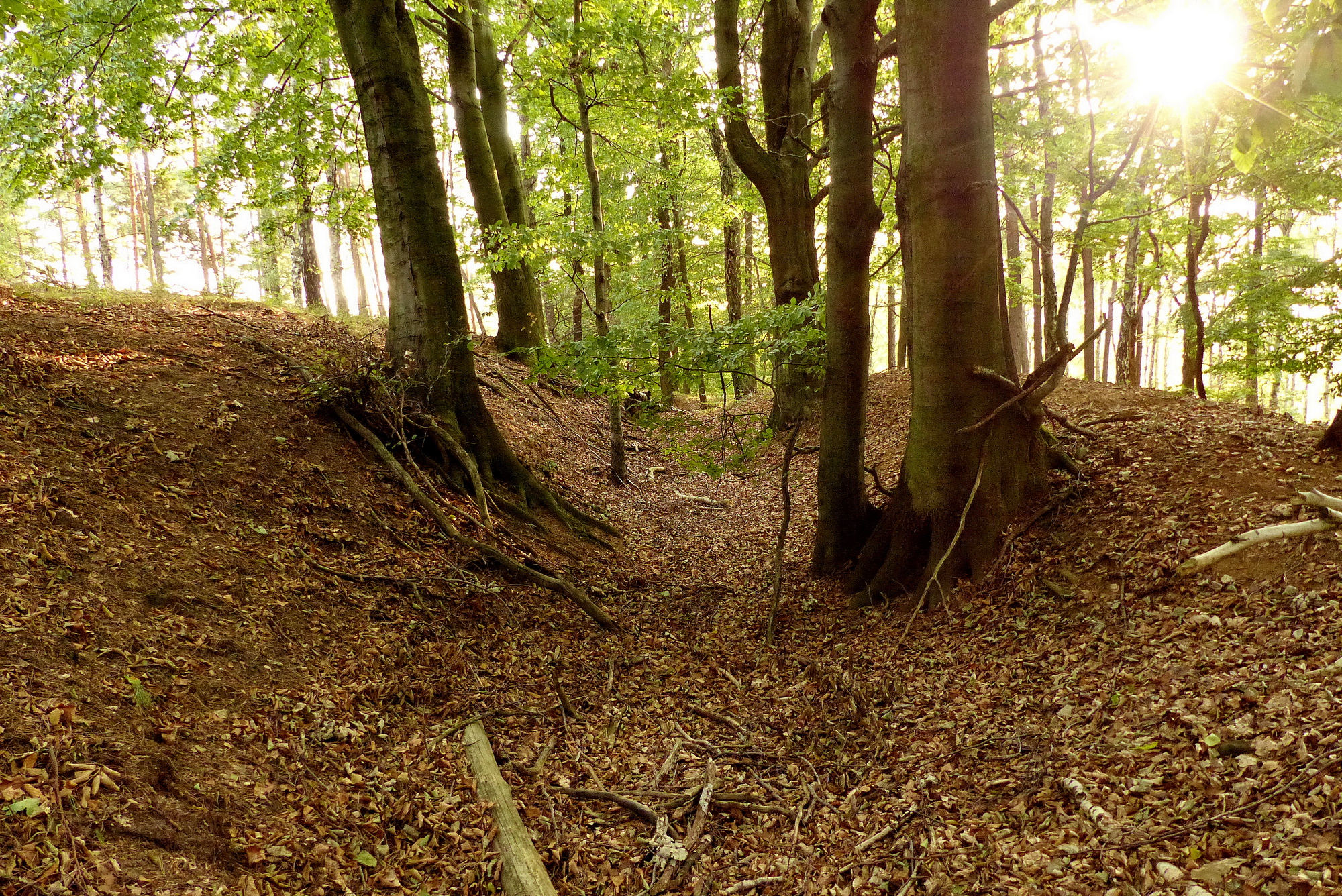
Těžební rýha na Lanově kopci

Je to kupovitý neovulkanický suk na vypreparované čedičové žíle, zvedající se nad plochý povrch strukturně denudačních plošin na středoturonských až svrchnoturonských křemenných pískovcích v okolí. Vrch je porušen rýhou po těžbě vulkanitů.
Vrch je zalesněný převážně smíšenými porosty.
Na společné žíle s Lanovým kopcem leží 1,1 km jihozápadně jiný podobný vrch, Svébořický Špičák.
Na severním úpatí stávala před ustoupením bývalému vojenskému prostoru vesnice Dolní Novina. Na vrcholu kopce stojí stará vodárna, kterou patrně využívala právě bývalá vesnice.

## Geomorfologické zařazení
Geomorfologicky vrch náleží do celku Ralská pahorkatina, podcelku Zákupská pahorkatina, okrsku Kotelská vrchovina, podokrsku Zábrdská vrchovina a Náhlovské části.

## Přístup
Automobilem je možné se k vrchu nejblíže dopravit po silnici z bývalých Svébořic do Hamru na Jezeře (západně od vrchu) či na rozcestí U sv. Františka (severně od vrchu) cestou do Osečné. Od rozcestí se dá pokračovat na kole k hranici obory (plot vede podél severního úpatí vrchu). Zde se silnice rozdvojuje, jedna vede do obory, do bývalé Olšiny, ale bývá uzavřena pro veřejnost (klidová zóna obory – možnost setkání s divokými zubry), druhá vede do údolí Zábrdky.